# Skillet
Скилет (енгл. Skillet) амерички је рок музички састав формиран у Мемфису 1996. године. Бенд се тренутно састоји из 4 чланова а то су Џон Купер (водећи вокали, бас) и његова жена Кори Купер (гитара, клавијатура, пратећи вокали) заједно са Џена Леџер (бубњеви, вокали) и Сетом Морисоном (водећа гитара). Бенд је за сада објавио 10 албума, од којих су се два (Collide и Comatose) номиновали са Греми награду. Два њихова албума (Comatose и Awake) су сертификовани Платинастом и Дуплом Платинастом наградом.
Бенд је прошао кроз неколико промена у раној фази свог постојања, остављајући оснивача Џона као јединог оригиналног члана који је остао у бенду. Познати су по учесталим турнејама. Сајт Songkick.com. их је 2010. године сврстао у првих пет на списку Највреднијих бендова.

## Историја бенда

### Оснивање и Hey You, I Love Your Soul (1996–99)
Скилет је формиран 1996. године од стране два члана: Џона Купера, бившег певача прогресивног рок бенда из Тенесија – Seraph, и Кена Стеортса, бившег гитаристе групе Urgent Cry. Сваки од бендова ускоро се расформирао па су се двојица музичара удружила око заједничког пројекта који су назвали „Скилет“. Ускоро се и Треј Меккларкин придружио бенду као привремени бубњар. Бенд је постојао тек месец дана када се за њих заинтересовала хришћанска издавачка кућа ForeFront Records. Исте 1996. године објавили су албум под називом Skillet. Назив бенда настао као својеврсна шала између његових чланова, мада је Купер изјавио да није баш сасвим задовољан именом бенда.
Скилет је снимио наредни албум године 1997. под називом Hey You, I Love Your Soul, који је објављен у априлу 1998. Овај, други материјал разликовао се по стилу од њиховог првог албума. Њиме су Скилет напустили њихов post-grunge приступ у име нешто лакшег алтернативног рока и стила. Џонова супруга Кори убрзо после тога је присутна као извођач на клавијатурама на наступима уживо, како би ублажила Џоново ангажовање на јавним наступима.

### Invincible, Ardent Worship, и Alien Youth (2000–02)
Убрзо након што је бенд почео да снима свој трећи албум, Invincible, Кен га напушта и одлази са породицом у Мемфис где уписује музички колеџ, а нови члан бенда постаје Кевин Халанд. Кори Купер се привремено придружује свирајући клавијатуре на албуму Invincible. Због те промене, музички стил на новом албуму подсећа више на електронску музику. Убрзо након објављивања албума 2000. године, Треј Меккларкин напушта бенд а његово место заузима Лори Питерс.
У касним 2000. Скилет објављује свој четврти албум Ardent Worship. Звук са албума Invincible на албуму Ardent Worshipсачуван је у највећој мери. У кратком времену између турнеје и снимања, Скилет је објавио нови албум Alien Youth 28. августа 2001, што је био њихов први албум на којем Џон Купер преузима продукцијске дужности. Пре изласка албума, Халанд је напустио бенд, а Бен Казика је преузео гитару.

### Collide (2003–05)
Године 2003, бенд објављује свој шести албум Collide, који је објављен од стране Ardent Records-а укључујући два сингла Savior и Collide. Године 2004, права на албум Collide купљена су од стране Lava Records-а. Collide је објављен 25. маја 2004. од стране Lava Records-а, са бонус песмом Open Wounds. Албум је номинован за "Најбољи рок албум" 2005. године.
Као инспирацију за прелаз на албум Collide, Купер је рекао: "Па, ја сам један од писаца у бенду, све што чујем пролази кроз мој "Џон Купер" филтер онога што волим и што не волим. […] ове ствари […] су утицале на мене. "

### Comatose (2006–08)
Скилетов албум Comatose објављен је 3. октобра 2006. године, са сингловима Rebirthing, Whispers in the Dark, Comatose, The Older I Get, Those Nights, The Last Night i Better Than Drugs. Албум је доспео на 55. место на Billboard 200 листи, и на 4. место Најбољих хришћанских албума.
Јануара 2008. године, Скилет је објавио да се њихов бубњар, Лори Питерс, повлачи из бенда, осећајући да је "време да скрене с пута и започне ново поглавље у свом животу." Њен последњи концерт са бендом био је 31. децембра 2007. Како год, током божићне сезоне 2007, бенду се придружио нова бубњарка, Џен Леџер.
Дана 21. октобра 2008, Comatose Comes Alive објављен је 9. маја 2008. године, на концерту у Чатаноги. Први пут је приказан на Gospel Music Channel-у 5. децембра 2008.
Албум Comatose добио је златну награду од стране RIAA 3. новембра 2009.

### Awake (2009–11)
Скилетов осми албум Аwаkе, укључује 12 песама, објављен је 25. августа 2009. Био је на другом месту Billboard 200 листе најпродаванијих албума.
Песма Monster објављена је као сингл из албума 14. јула 2009. Упркос мишљењу фанова, Џон Купер је изјавио да песма Hero није сингл, мада је изашла као сингл у марту 2010.
Такође објављују deluxe верзију са бонус песмама Dead Inside и Would It Matter, заједно са оригиналном, радио едитованом песмом Monster. Ремикс песме Monster један је од њихових најпознатијих подкастова. Песма Hero отпевана је на отварању прве утакмице NFL сезоне 2008/2009, а песма Monster у епизоди серије Jason: The Pretty-Boy Bully, као и на MTV-у.

### Rise (2011–15)
Дана 21. јуна 2011. Џон је на свом Твитер налогу поставио да се њихов бенд спрема за нови албум. На сесији пре концерта, Купер је рекао да ће снимање новог албума започети у јануару или фебрару 2012. године. Бенд је планирао да то уради одмах по завршетку WinterJam Tour-а, међутим то се није догодило.
Албум је почео са снимањем тек октобра 2012. а објављен је 26. јануара 2013. године. Албум је доспео на четврто место на Billboard 200 листи и на прво место као Најбољи рок и хришћански албум године
Албум Rise добио је златну награду од стране RIAA 12. јула 2016.

### Unleashed (2015–данас)
Дана 16. фебруара 2015. бенд је објавио да су почели да пишу текстове за песме, а да ће у јулу почети са снимањем у нади да до краја 2015. албум изађе у јавност. Дана 8. априла Скилет је објавио претпреглед потенцијалне нове песме, касније објављене као Out of Hell.
Дана 20. маја 2016, објављен је наслов албума Unleashed, а званично је објављен 5. августа 2016. у Atlantic Records-у.

## Чланови бенда
Хронологија

## Дискографија

### Студијски албуми
| №   | Назив             | Трајање |  |
| 1.  | I Can             | 4:18    |  |
| 2.  | Gasoline          | 4:02    |  |
| 3.  | Saturn            | 5:10    |  |
| 4.  | My Beautiful Robe | 3:39    |  |
| 5.  | Promise Blender   | 3:56    |  |
| 6.  | Paint             | 3:21    |  |
| 7.  | Safe With You     | 3:49    |  |
| 8.  | You Thought       | 3:41    |  |
| 9.  | Boundaries        | 4:06    |  |
| 10. | Splinter          | 2:41    |  |

| №   | Назив                      | Трајање |  |
| 1.  | Hey You, I Love Your Soul  | 2:59    |  |
| 2.  | Deeper                     | 3:48    |  |
| 3.  | Locked in a Cage           | 3:55    |  |
| 4.  | Your Love (Keeps Me Alive) | 3:56    |  |
| 5.  | More Faithful              | 3:45    |  |
| 6.  | Pour                       | 4:19    |  |
| 7.  | Suspended in You           | 3:09    |  |
| 8.  | Take                       | 4:13    |  |
| 9.  | Coming Down                | 5:07    |  |
| 10. | Whirlwind                  | 4:02    |  |
| 11. | Dive Over In               | 3:43    |  |
| 12. | Scarecrow                  | 4:17    |  |

| №   | Назив                   | Трајање |  |
| 1.  | Best Kept Secret        | 3:55    |  |
| 2.  | You Take My Rights Away | 4:32    |  |
| 3.  | Invincible              | 3:51    |  |
| 4.  | Rest                    | 3:48    |  |
| 5.  | Come On to the Future   | 3:54    |  |
| 6.  | You're Powerful         | 3:26    |  |
| 7.  | I Trust You             | 3:38    |  |
| 8.  | Each Other              | 3:26    |  |
| 9.  | The Fire Breathes       | 3:41    |  |
| 10. | Say It Loud             | 3:32    |  |
| 11. | The One                 | 4:12    |  |
| 12. | You're in My Brain      | 10:40   |  |

| №   | Назив                            | Трајање |  |
| 1.  | Alien Youth                      | 4:08    |  |
| 2.  | Vapor                            | 3:38    |  |
| 3.  | Earth Invasion                   | 4:47    |  |
| 4.  | You Are My Hope                  | 3:15    |  |
| 5.  | Eating Me Away                   | 3:37    |  |
| 6.  | Kill Me, Heal Me                 | 3:35    |  |
| 7.  | The Thirst Is Taking Over        | 6:31    |  |
| 8.  | One Real Thing                   | 3:36    |  |
| 9.  | Stronger                         | 4:06    |  |
| 10. | Rippin' Me Off                   | 4:46    |  |
| 11. | Will You Be There (Falling Down) | 5:09    |  |
| 12. | Come My Way                      | 5:01    |  |

| №   | Назив         | Трајање |  |
| 1.  | Forsaken      | 4:12    |  |
| 2.  | Savior        | 4:33    |  |
| 3.  | Collide       | 5:38    |  |
| 4.  | A Little More | 4:49    |  |
| 5.  | My Obsession  | 5:00    |  |
| 6.  | Fingernails   | 5:07    |  |
| 7.  | Imperfection  | 4:07    |  |
| 8.  | Under My Skin | 4:06    |  |
| 9.  | Energy        | 3:57    |  |
| 10. | Cycle Down    | 3:58    |  |

| №   | Назив                    | Трајање |  |
| 1.  | Rebirthing               | 3:53    |  |
| 2.  | The Last Night           | 3:32    |  |
| 3.  | Yours to Hold            | 3:42    |  |
| 4.  | Better than Drugs        | 3:57    |  |
| 5.  | Comatose                 | 3:50    |  |
| 6.  | The Older I Get          | 3:38    |  |
| 7.  | Those Nights             | 3:46    |  |
| 8.  | Falling Inside the Black | 3:30    |  |
| 9.  | Say Goodbye              | 4:16    |  |
| 10. | Whispers in the Dark     | 3:24    |  |
| 11. | Looking for Angels       | 4:31    |  |
| 12. | Live Free or Let Me Die  | 3:52    |  |

| №   | Назив                       | Трајање |  |
| 1.  | Hero                        | 3:07    |  |
| 2.  | Monster                     | 2:57    |  |
| 3.  | Don't Wake Me               | 3:55    |  |
| 4.  | Awake and Alive             | 3:32    |  |
| 5.  | One Day Too Late            | 3:40    |  |
| 6.  | It's Not Me, It's You       | 3:25    |  |
| 7.  | Should've When You Could've | 3:31    |  |
| 8.  | Believe                     | 3:50    |  |
| 9.  | Forgiven                    | 3:39    |  |
| 10. | Sometimes                   | 3:28    |  |
| 11. | Never Surrender             | 3:30    |  |
| 12. | Lucy                        | 3:40    |  |

| №   | Назив               | Трајање |  |
| 1.  | Rise                | 4:20    |  |
| 2.  | Sick of It          | 3:11    |  |
| 3.  | Good to Be Alive    | 4:59    |  |
| 4.  | Not Gonna Die       | 3:45    |  |
| 5.  | Circus for a Psycho | 4:31    |  |
| 6.  | American Noise      | 4:09    |  |
| 7.  | Madness in Me       | 4:17    |  |
| 8.  | Salvation           | 3:45    |  |
| 9.  | Fire and Fury       | 3:56    |  |
| 10. | My Religion         | 4:12    |  |
| 11. | Hard to Find        | 3:48    |  |
| 12. | What I Believe      | 3:19    |  |

| №   | Назив                | Трајање |  |
| 1.  | Feel Invincible      | 3:50    |  |
| 2.  | Back from the Dead   | 3:34    |  |
| 3.  | Stars                | 3:46    |  |
| 4.  | I Want to Live       | 3:29    |  |
| 5.  | Undefeated           | 3:36    |  |
| 6.  | Famous               | 3:18    |  |
| 7.  | Lions                | 3:25    |  |
| 8.  | Out of Hell          | 3:34    |  |
| 9.  | Burn It Down         | 3:16    |  |
| 10. | Watching for Comets  | 3:29    |  |
| 11. | Saviors of the World | 3:46    |  |
| 12. | The Resistance       | 3:52    |  |

## Награде и признања
| Година | Награда               | Номинација           | Категорија                  | Резултат   | Извор  |
| ------ | --------------------- | -------------------- | --------------------------- | ---------- | ------ |
| 2002   | GMA Dove Awards       | "Alien Youth"        | Рок песма године            | Номинација |        |
| 2002   | GMA Dove Awards       | "Alien Youth"        | Модерна рок песма године    | Номинација |        |
| 2003   | GMA Dove Awards       | Vapor                | Песма године                | Номинација |        |
| 2004   | GMA Dove Awards       | "Savior"             | Модерна рок песма године    | Номинација |        |
| 2005   | Grammy Award          | Collide              | Најбољи рок Госпел албум    | Номинација |        |
| 2007   | Grammy Award          | Comatose             | Најбољи рок Госпел албум    | Номинација |        |
| 2007   | GMA Dove Awards       | Comatose             | Рок Албум године            | Номинација |        |
| 2007   | GMA Dove Awards       | "Rebirthing"         | Рок песма године            | Номинација |        |
| 2007   | GMA Dove Awards       | Skillet              | Извођач године              | Номинација |        |
| 2008   | GMA Dove Awards       | Comatose             | Рок песма године            | Освојено   |        |
| 2008   | GMA Dove Awards       | Skillet              | Извођач године              | Номинација |        |
| 2009   | GMA Dove Awards       | Skillet              | Група године                | Номинација |        |
| 2009   | GMA Dove Awards       | Comatose Comes Alive | Рок албум године            | Номинација |        |
| 2009   | GMA Dove Awards       | Comatose Comes Alive | Музички видео године        | Номинација |        |
| 2010   | GMA Dove Awards       | Skillet              | Извођач године              | Номинација |        |
| 2010   | GMA Dove Awards       | Skillet              | Група године                | Номинација |        |
| 2010   | GMA Dove Awards       | Hero                 | Рок песма године            | Номинација |        |
| 2010   | GMA Dove Awards       | Hero                 | Кратки музички видео године | Номинација |        |
| 2010   | GMA Dove Awards       | Monster              | Кратки музички видео године | Номинација |        |
| 2010   | GMA Dove Awards       | Awake                | Рок албум године            | Номинација |        |
| 2011   | Billboard Music Award | Awake                | Најбољи хришћански албум    | Освојено   |        |
| 2011   | GMA Dove Awards       | One Day Too Late     | Рок песма године            | Номинација |        |
| 2011   | GMA Dove Awards       | Lucy                 | Рок песма године            | Номинација |        |
| 2012   | Drummies! Award       | Џен Леџер            | Уздизућа звезда             | Освојено   | [ 24 ] |
| 2012   | Drummies! Award       | Џен Леџер            | Самосталан бубњар           | Номинација |        |
| 2013   | GMA Dove Awards       | Sick of It           | Рок песма године            | Освојено   |        |
| 2013   | Loudwire Music Awards | Rise                 | Рок албум године            | Освојено   | [ 25 ] |
| 2013   | HM Awards             | Rise                 | Најбољи албум               | Освојено   | [ 26 ] |
| 2013   | HM Awards             | Skillet              | Најбољи бенд                | Освојено   | [ 26 ] |
| 2013   | HM Awards             | Skillet              | Најбољи HM Кавер            | Освојено   | [ 26 ] |
| 2014   | Billboard Music Award | Skillet              | Хришћански извођач          | Номинација |        |
| 2014   | Billboard Music Award | Rise                 | Хришћански албум            | Номинација |        |
| 2014   | GMA Dove Awards       | Rise                 | Рок албум године            | Освојено   |        |
| 2014   | GMA Dove Awards       | Not Gonna Die        | Рок песма године            | Освојено   |        |
| 2015   | GMA Dove Awards       | Good to Be Alive     | Рок песма године            | Освојено   |        |
| 2017   | Billboard Music Award | Skillet              | Најбољи хришћански извођач  | Номинација | [ 27 ] |
| 2017   | Billboard Music Award | Unleashed            | Најбољи хришћански албум    | Номинација | [ 27 ] |
| 2017   | Billboard Music Award | Feel Invincible      | Најбоља хришћанска песма    | Номинација | [ 27 ] |